# Twisted Angel
Twisted Angel är ett musikalbum av Leann Rimes som släpptes 30 september 2002. Albumet blev känt med hitsingeln "Life Goes On".

## Låtlista
1. "Life Goes On" (Andreas Carlsson, Desmond Child, Rimes) - 3:33
2. "Wound Up" (Gary Burr, Greg Pagani, Rimes) - 4:15
3. "The Safest Place" (Eric Bazilian, Child, Mark Hudson, Victoria Shaw) - 3:52
4. "Trouble With Goodbye" (Pete Amato, Randy Cantor, Shelly Peiken) - 3:22
5. "Damn" (Ty Lacy, Holly Lamar, Dennis Matkosky) - 3:29
6. "Suddenly" (Carlsson, Child) - 3:58
7. "Tic Toc" (Amato, Pagani, Christina Rumbley) - 3:40
8. "Sign of Life" (Burr, Child, Pagani) - 4:28
9. "Review My Kisses" (Child, Marie Wilson) - 5:31
10. "No Way Out" (Austin Deptula, Gary Leach, Rimes) - 3:55
11. "Love Is an Army" (Child, Gyan Evans) - 4:01
12. "You Made Me Find Myself" (Tina Arena, Child, Lacy) - 3:39
13. "Twisted Angel" (Arena, Child, Lacy, Leach, Rimes) - 3:21